# Талберт, Билл
Уильям Франклин (Билл) Талберт 3-й (англ. William Franklin 'Bill' Talbert III; 4 сентября 1918, Цинциннати — 28 февраля 1999, Нью-Йорк) — американский теннисист-любитель, теннисный тренер, администратор и бизнесмен, третья ракетка мира в 1949 году. Восьмикратный чемпион США в мужском и смешанном парном разряде, чемпион Франции (1950) в мужском парном разряде, двукратный финалист чемпионата США в одиночном разряде. Со сборной США — трёхкратный обладатель Кубка Дэвиса, капитан с 1952 по 1957 год. Автор учебников теннисной игры, директор Открытого чемпионата США в 1970-е и 1980-е годы. Член Международного зала теннисной славы с 1967 года.

## Игровая карьера
Билл Талберт, уроженец Огайо, занимался теннисом несмотря на сахарный диабет, диагностированный у него в 10-летнем возрасте. В 1936 году, ещё во время учёбы в школе, он выиграл чемпионат штата Огайо и продолжал участвовать в соревнованиях в годы учёбы в университете Цинциннати.
Талберт был элегантным игроком и хорошим тактиком, обладавшим красивым ударом с отскока и отлично игравшим у сетки. Особенно хорошо ему удавалась игра в парах на правой стороне корта. В 1940-е годы он по праву считался одним из лучших парных игроков США, с 1942 года регулярно появляясь в финалах чемпионата США как в мужском, так и в смешанном парном разряде и одержав по четыре победы (в смешанных парах — четыре года подряд с Маргарет Осборн). Все четыре своих победы в мужских парах Талберт также одержал с одним и тем же партнёром — Гарднаром Маллоем — в 1942, 1945, 1946 и 1948 годах. Наиболее интригующей была победа в 1946 году, когда Маллой и Талберт по ходу финального матча отыграли семь матч-болов в пятом сете, окончившемся со счётом 20-18. Впоследствии Талберт был одним из самых настойчивых сторонников введения тай-брейка в пятом сете, добившись его внедрения на Открытом чемпионате США в 1970 году.
Талберт ещё по два раза проигрывал в финалах чемпионата США в паре с Маллоем (в 1950 и 1953 годах) и с Осборн, после того, как последняя вернулась на корт после замужества (в 1948 и 1949 годах). Ещё три поражения в финалах чемпионата США в мужском парном разряде Талберт потерпел в 1943, 1944 и 1947 годах с другими партнёрами. Он также дважды играл в финале чемпионата США в одиночном разряде — в 1944 и 1945 годах, оба раза проиграв Фрэнку Паркеру. Ему трижды удавалось завоевать чемпионский титул в дополнительных чемпионатах США — в 1945 году на грунтовых кортах, а в 1948 и 1951 годах — в помещениях. В 1950 году Талберт единственный раз принял участие в чемпионате Франции, выиграв турнир в мужском парном разряде и проиграв в финале смешанных пар и в полуфинале в одиночном разряде. Партнёром Талберта в мужских парах был его 20-летний ученик, будущая первая ракетка мира Тони Траберт.
Талберт входил в десятку сильнейших теннисистов США, ежегодно составляемую Ассоциацией тенниса Соединённых Штатов, 13 раз между 1941 и 1954 годами, в 1944 и 1945 годах занимая в ней второе место. В аналогичной мировой иерархии, составляемой обозревателями газеты Daily Telegraph, он появлялся в 1949 и 1950 годах (в 1959 году — на третьем месте). Шесть лет он выступал за сборную США в Кубке Дэвиса, выиграв для неё восемь встреч из десяти и завоевав с ней этот трофей в 1946, 1948 и 1949 годах (из них в финальном матче играл дважды, в том числе в 1948 году, когда в паре с Маллоем они принесли американской команде победное очко в матче со сборной Австралии). В последние годы выступлений за сборную — в 1952 и 1953 годах — Талберт уже был её капитаном.

### Финалы центральных турниров за карьеру
| Результат | Год  | Турнир            | Покрытие | Соперник в финале | Счёт в финале      |
| --------- | ---- | ----------------- | -------- | ----------------- | ------------------ |
| Поражение | 1944 | Чемпионат США     | Трава    | Фрэнк Паркер      | 4-6, 6-3, 3-6, 3-6 |
| Поражение | 1945 | Чемпионат США (2) | Трава    | Фрэнк Паркер      | 12-14, 1-6, 2-6    |

| Результат | Год  | Турнир            | Покрытие | Партнёр        | Соперники в финале             | Счёт в финале             |
| --------- | ---- | ----------------- | -------- | -------------- | ------------------------------ | ------------------------- |
| Победа    | 1942 | Чемпионат США     | Трава    | Гарднар Маллой | Сидни Вуд Тед Шрёдер           | 9-7, 7-5, 6-1             |
| Поражение | 1943 | Чемпионат США     | Трава    | Дэвид Фримен   | Джек Креймер Фрэнк Паркер      | 2-6, 4-6, 4-6             |
| Поражение | 1944 | Чемпионат США (2) | Трава    | Панчо Сегура   | Дон Макнил Боб Фалкенбург      | 5-7, 4-6, 6-3, 1-6        |
| Победа    | 1945 | Чемпионат США (2) | Трава    | Гарднар Маллой | Джек Туэро Боб Фалкенбург      | 12-10, 8-10, 12-10, 6-2   |
| Победа    | 1946 | Чемпионат США (3) | Трава    | Гарднар Маллой | Фрэнк Гернси Дон Макнил        | 3-6, 6-4, 2-6, 6-3, 20-18 |
| Поражение | 1947 | Чемпионат США (3) | Трава    | Билл Сидуэлл   | Джек Креймер Тед Шрёдер        | 4-6, 5-7, 3-6             |
| Победа    | 1948 | Чемпионат США (4) | Трава    | Гарднар Маллой | Фрэнк Паркер Тед Шрёдер        | 1-6, 9-7, 6-3, 3-6, 9-7   |
| Победа    | 1950 | Чемпионат Франции | Грунт    | Тони Траберт   | Ярослав Дробный Эрик Стерджесс | 6-2, 1-6, 10-8, 6-2       |
| Поражение | 1950 | Чемпионат США (4) | Трава    | Гарднар Маллой | Джон Бромвич Фрэнк Седжмен     | 5-7, 6-8, 6-3, 1-6        |
| Поражение | 1953 | Чемпионат США (5) | Трава    | Гарднар Маллой | Мервин Роуз Рекс Хартвиг       | 4-6, 6-4, 2-6, 4-6        |

| Результат | Год  | Турнир            | Покрытие | Партнёрша             | Соперники в финале           | Счёт в финале |
| --------- | ---- | ----------------- | -------- | --------------------- | ---------------------------- | ------------- |
| Победа    | 1943 | Чемпионат США     | Трава    | Маргарет Осборн       | Полин Бетц Панчо Сегура      | 10-6, 6-4     |
| Победа    | 1944 | Чемпионат США (2) | Трава    | Маргарет Осборн       | Дороти Банди Дон Макнил      | 6-2, 6-3      |
| Победа    | 1945 | Чемпионат США (3) | Трава    | Маргарет Осборн       | Дорис Харт Боб Фалкенбург    | 6-4, 6-4      |
| Победа    | 1946 | Чемпионат США (4) | Трава    | Маргарет Осборн       | Луиза Браф Роберт Кимбрелл   | 6-3, 6-4      |
| Поражение | 1948 | Чемпионат США     | Трава    | Маргарет Осборн-Дюпон | Луиза Браф Том Браун         | 4-6, 4-6      |
| Поражение | 1949 | Чемпионат США (2) | Трава    | Маргарет Осборн-Дюпон | Луиза Браф Эрик Стерджесс    | 6-4, 3-6, 5-7 |
| Поражение | 1950 | Чемпионат Франции | Грунт    | Патрисия Каннинг-Тодд | Барбара Скофилд Энрике Мореа | без игры      |

| Результат | Год  | Место проведения | Покрытие | Команда                                           | Соперники в финале                           | Счёт |
| --------- | ---- | ---------------- | -------- | ------------------------------------------------- | -------------------------------------------- | ---- |
| Победа    | 1948 | Нью-Йорк, США    | Трава    | США Г. Маллой, Ф. Паркер, Б. Талберт, Т. Шрёдер   | Австралия А. Квист, К. Лонг, Б. Сидуэлл      | 5-0  |
| Победа    | 1948 | Нью-Йорк, США    | Трава    | США Р. Гонсалес, Г. Маллой, Б. Талберт, Т. Шрёдер | Австралия Д. Бромвич, Ф. Седжмен, Б. Сидуэлл | 4-1  |

## Дальнейшая карьера
По окончании игровой карьеры Билл Талберт оставался капитаном сборной США до 1957 года, завоевав с ней Кубок Дэвиса в 1954 году. В соавторстве с Брюсом Олдом он издал два учебника теннисной игры — «Игра в теннис в одиночном разряде» и «Игра в теннис в парах», а также книгу по истории чемпионатов США «Теннис глазами наблюдателя» (с Питом Ахстелмом) и автобиографию «Играть, чтобы жить».
В 1964 году Талберт ушёл в бизнес, став исполнительным вице-президентом Американской банкнотной компании, работу в которой он продолжал до самого конца жизни. С 1971 по 1975 и с 1978 по 1987 год он одновременно был турнирным директором Открытого чемпионата США по теннису, в этом качестве запомнившись несколькими смелыми решениями. Именно Талберт уже в 1971 году настоял, чтобы матчи 17-летней Крис Эверт проводились на центральном корте, и именно он отменил решение судьи, дисквалифицировавшего Илие Настасе в его скандальном матче против Джона Макинроя в 1979 году. При нём состоялся перенос соревнований Открытого чемпионата США со стадиона в Форест-Хилс во Флашинг-Медоус.
В 1967 году имя Билла Талберта было включено в списки Национального (позже Международного) зала теннисной славы. С 1987 года Ассоциация тенниса Соединённых Штатов вручает приз, носящий его имя, игрокам-юниорам, демонстрирующим честную игру и верность спортивным традициям. С годами здоровье Талберта ухудшилось, он перенёс переломы плеча и таза, а в 1992 году, после того, как стал жертвой ограбления в аэропорту «Ла Гуардия», вынужден был сделать операцию по протезированию бедра. Он умер в начале 1999 года, оставив после себя двух детей от покойной жены — Нэнси Пайк, модели и редактора журналов Vogue и Life.